# Pterophyllum
Pterophyllum är ett släkte av fiskar som beskrevs av Johann Jakob Heckel, 1840. Pterophyllum ingår i familjen ciklider, Cichlidae.

## Dottertaxa tillPterophyllum, i alfabetisk ordning[1][2]
- Pterophyllum altum Pellegrin, 1903, Altumskalar
- Pterophyllum leopoldi (Gosse, 1963), Spetsnosskalar
- Pterophyllum scalare (Schultze, 1823), Skalar